# Las Vegas Aces 2021
La stagione 2021 delle Las Vegas Aces fu la 25ª nella WNBA per la franchigia.
Le Las Vegas Aces vinsero la Western Conference con un record di 24-8. Nei play-off persero la semifinale con le Phoenix Mercury (3-2).

## Roster
| N° | Naz.                     | Ruolo | Sportivo         | Anno | Alt. | Peso |
| -- | ------------------------ | ----- | ---------------- | ---- | ---- | ---- |
| 0  | Stati Uniti (bandiera)   | G     | Jackie Young     | 1997 | 183  | 75   |
| 2  | Stati Uniti (bandiera)   | G     | Riquna Williams  | 1990 | 168  | 75   |
| 4  | Stati Uniti (bandiera)   | A     | Joyner Holmes    | 1998 | 191  | 91   |
| 5  | Stati Uniti (bandiera)   | A     | Dearica Hamby    | 1993 | 191  | 83   |
| 8  | Australia (bandiera)     | C     | Liz Cambage      | 1991 | 203  | 98   |
| 10 | Stati Uniti (bandiera)   | G     | Kelsey Plum      | 1994 | 173  | 66   |
| 12 | Stati Uniti (bandiera)   | G     | Chelsea Gray     | 1992 | 180  | 77   |
| 19 | Corea del Sud (bandiera) | C     | Park Ji-su       | 1998 | 196  | 93   |
| 22 | Stati Uniti (bandiera)   | C     | A'ja Wilson      | 1996 | 196  | 88   |
| 24 | Stati Uniti (bandiera)   | G     | Destiny Slocum   | 1997 | 168  | 71   |
| 32 | Stati Uniti (bandiera)   | A     | Emma Cannon      | 1989 | 188  | 86   |
| 32 | Stati Uniti (bandiera)   | G     | Bria Holmes      | 1994 | 191  | 77   |
| 35 | Stati Uniti (bandiera)   | GA    | Angel McCoughtry | 1986 | 185  | 78   |
| 41 | Stati Uniti (bandiera)   | C     | Kiah Stokes      | 1993 | 191  | 87   |

## Staff tecnico
- Allenatore: Bill Laimbeer
- Vice-allenatori: Tanisha Wright, Vanessa Nygaard, Sugar Rodgers
- Preparatore atletico: Michelle Anumba